# Boston Society of Film Critics Award für den besten Nebendarsteller
Die Gewinner des Boston Society of Film Critics Award für den besten Nebendarsteller.

## Gewinner

### 1980er Jahre
| Jahr | Gewinner       | Film                                    | Rolle                    |
| ---- | -------------- | --------------------------------------- | ------------------------ |
| 1980 | Jason Robards  | Melvin und Howard                       | Howard Hughes            |
| 1981 | Jack Nicholson | Reds                                    | Eugene O’Neill           |
| 1982 | Mickey Rourke  | Diner                                   | Robert „Boogie“ Sheftell |
| 1983 | Jack Nicholson | Zeit der Zärtlichkeit                   | Garrett Breedlove        |
| 1984 | John Malkovich | The Killing Fields – Schreiendes Land   | Al Rockoff               |
| 1984 | John Malkovich | Ein Platz im Herzen                     | Mr. Will                 |
| 1985 | Ian Holm       | Brazil                                  | Mr. M. Kurtzmann         |
| 1985 | Ian Holm       | Dance with a Stranger                   | Desmond Cussen           |
| 1985 | Ian Holm       | Das wahre Leben der Alice im Wunderland | Charles L. Dodgson       |
| 1985 | Ian Holm       | Wetherby                                | Stanley Pilborough       |
| 1986 | Dennis Hopper  | Blue Velvet                             | Frank Booth              |
| 1986 | Ray Liotta     | Gefährliche Freundin                    | Ray Sinclair             |
| 1987 | R. Lee Ermey   | Full Metal Jacket                       | Gunnery Sergeant Hartman |
| 1988 | Dean Stockwell | Die Mafiosi-Braut                       | Tony „The Tiger“ Russo   |
| 1988 | Dean Stockwell | Tucker                                  | Howard Hughes            |
| 1989 | Danny Aiello   | Do the Right Thing                      | Sal                      |

### 1990er Jahre
| Jahr | Gewinner            | Film                                      | Rolle               |
| ---- | ------------------- | ----------------------------------------- | ------------------- |
| 1990 | Joe Pesci           | Goodfellas – Drei Jahrzehnte in der Mafia | Tommy DeVito        |
| 1991 | Anthony Hopkins     | Das Schweigen der Lämmer                  | Hannibal Lecter     |
| 1992 | Gene Hackman        | Erbarmungslos                             | Little Bill Daggett |
| 1993 | Ralph Fiennes       | Schindlers Liste                          | Amon Göth           |
| 1994 | Martin Landau       | Ed Wood                                   | Béla Lugosi         |
| 1995 | Kevin Spacey        | Die üblichen Verdächtigen                 | Roger „Verbal“ Kint |
| 1996 | Edward Norton       | Zwielicht                                 | Aaron Stampler      |
| 1996 | Edward Norton       | Larry Flynt – Die nackte Wahrheit         | Alan Isaacman       |
| 1996 | Edward Norton       | Alle sagen: I love you                    | Holden Spence       |
| 1997 | Kevin Spacey        | L.A. Confidential                         | Jack Vincennes      |
| 1998 | William H. Macy     | Pleasantville                             | George Parker       |
| 1998 | William H. Macy     | Zivilprozess                              | James Gordon        |
| 1998 | William H. Macy     | Psycho                                    | Milton Arbogast     |
| 1998 | Billy Bob Thornton  | Ein einfacher Plan                        | Jacob Mitchell      |
| 1999 | Christopher Plummer | Insider                                   | Mike Wallace        |

### 2000er Jahre
| Jahr | Gewinner              | Film                                   | Rolle             |
| ---- | --------------------- | -------------------------------------- | ----------------- |
| 2000 | Fred Willard          | Best in Show                           | Buck Laughlin     |
| 2001 | Ben Kingsley          | Sexy Beast                             | Don Logan         |
| 2002 | Alan Arkin            | Thirteen Conversations About One Thing | Gene              |
| 2003 | Peter Sarsgaard       | Shattered Glass                        | Charles Lane      |
| 2004 | Thomas Haden Church   | Sideways                               | Jack Laroche      |
| 2005 | Paul Giamatti         | Das Comeback                           | Joe Gould         |
| 2006 | Mark Wahlberg         | Departed – Unter Feinden               | SSgt. Sean Dignam |
| 2007 | Javier Bardem         | No Country for Old Men                 | Anton Chigurh     |
| 2008 | Heath Ledger (postum) | The Dark Knight                        | Joker             |
| 2009 | Christoph Waltz       | Inglourious Basterds                   | Oberst Hans Landa |

### 2010er Jahre
| Jahr | Gewinner                  | Film                               | Rolle            |
| ---- | ------------------------- | ---------------------------------- | ---------------- |
| 2010 | Christian Bale            | The Fighter                        | Dickie Eklund    |
| 2011 | Albert Brooks             | Drive                              | Bernie Rose      |
| 2012 | Ezra Miller               | Vielleicht lieber morgen           | Patrick          |
| 2013 | James Gandolfini (postum) | Genug gesagt                       | Albert           |
| 2014 | J. K. Simmons             | Whiplash                           | Terence Fletcher |
| 2015 | Mark Rylance              | Bridge of Spies – Der Unterhändler | Rudolf Abel      |